# Badge du Mérite
Les badges de mérite sont des prix gagnés par les jeunes membres de Boy Scouts of America (BSA), basés sur les activités au sein d'un domaine d'étude, en remplissant une liste d'exigences mises à jour périodiquement. 

## Objectifs
Le but du programme consistant à délivrer des badges du mérite est de permettre aux Scouts d'examiner des sujets afin de déterminer s'ils souhaitent ou non de continuer dans cette voie, et y faire une carrière ou un métier. À l'origine, le programme a également consisté à faciliter les relations générationnelles, apprendre à organiser une réunion, apprendre à montrer et valoriser leurs compétences, ce qui est utile pour postuler à un emploi ou tenir une entrevue au collège/lycée. 
Les badges de mérite sont aussi des récompenses de classe, mais obtenues lors des réunions des troupes ou des camps d'été. 
Chaque badge du mérite est accompagné d'une brochure émise par Boy Scouts of America, cette dernière contenant des informations sur les performances à réaliser pour obtenir le badge.  Il existe des conseillers spéciaux pour les badges du mérite, un pour chaque badge, et le scout doit rencontrer ce conseiller pour faire la démonstration de la réalisation des exigences requises pour l'obtention du badge. Le conseiller, en cas de résultats positifs, certifie le badge.

## Description
L'attribution d'un insigne du mérite est représenté par une pièce circulaire avec une image représentant le sujet pour lequel l'insigne a été décernée. Les badges du mérite des Eagles Scouts sont distingués par un anneau d'argent sur le bord extérieur. Ils sont généralement portés lors des réunions officielles.
Chaque année, le Conseil Nationale de Boy Scouts of America renouvelle et met à jour les badges du mérite. Ainsi, de nouveaux badges ont été émis en décembre 2009, et d'autres sont prévus pour 2010, relatifs notamment à l'invention et à la robotique.
Dans le cadre du centenaire de Boy Scouts of America, des badges du mérite historiques ont été créés. Ils sont variés, allant du badge Exploration au badge Menuiserie.

## Autres pays décernant ces badges
Les organisations scoutes des pays ci-après disposent aussi de badges du mérite : Canada, Indonésie, Japon, Espagne, Thaïlande, Autriche et Royaume-Uni.